# Boekovel
Boekovel (Oekraïens: Буковель) is een ski-resort in de oblast Ivano-Frankivsk in het westen van Oekraïne. Boekovel bereidt zich erop voor zich kandidaat te stellen voor de Olympische Winterspelen 2018.